# Polo nord

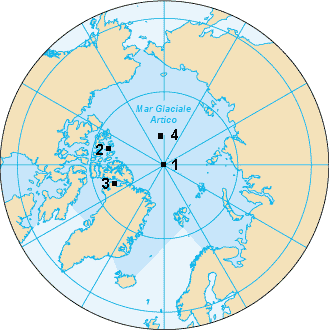
La posizione dei quattro poli nel 2003:
1: Polo Nord geografico
2: Polo Nord magnetico
3: Polo Nord geomagnetico
4: Polo Nord dell'inaccessibilità

Il polo nord è la zona più a nord (o più a settentrione) di un qualsiasi corpo celeste (es. un pianeta o una stella) e  viene usato come sistema di riferimento primario rispetto al polo sud.
Facendo riferimento alla Terra, il termine può indicare diversi punti geografici posti sulla superficie terrestre, la maggior parte dei quali sono situati nel Mar Glaciale Artico, ed è utilizzato anche per riferirsi in maniera generica a quella regione del mondo denominata Artide o in alcuni casi al territorio compreso all'interno del Circolo polare artico. Con "polo nord" si può anche intendere il polo magnetico.

## Definizioni
Il Polo Nord del nostro pianeta può essere definito in diversi modi, tuttavia le definizioni a cui più spesso si fa riferimento sono le prime due:
- Polo Nord geografico, chiamato anche Polo Nord terrestre o vero nord: è il punto situato a nord in cui l'asse di rotazione terrestre interseca la superficie terrestre.
- Polo Nord magnetico: è il punto situato a nord in cui il campo magnetico terrestre ha una direzione perfettamente verticale, ossia forma un angolo di 90 gradi con la superficie terrestre.
- Polo Nord geomagnetico: è il punto a nord dove l'asse della magnetosfera interseca la superficie terrestre.
- Polo Nord dell'inaccessibilità: è definito come il punto geografico del Mar Glaciale Artico più lontano da ogni terra emersa.

## Polo nord geografico

Foto NASA del Polo nord

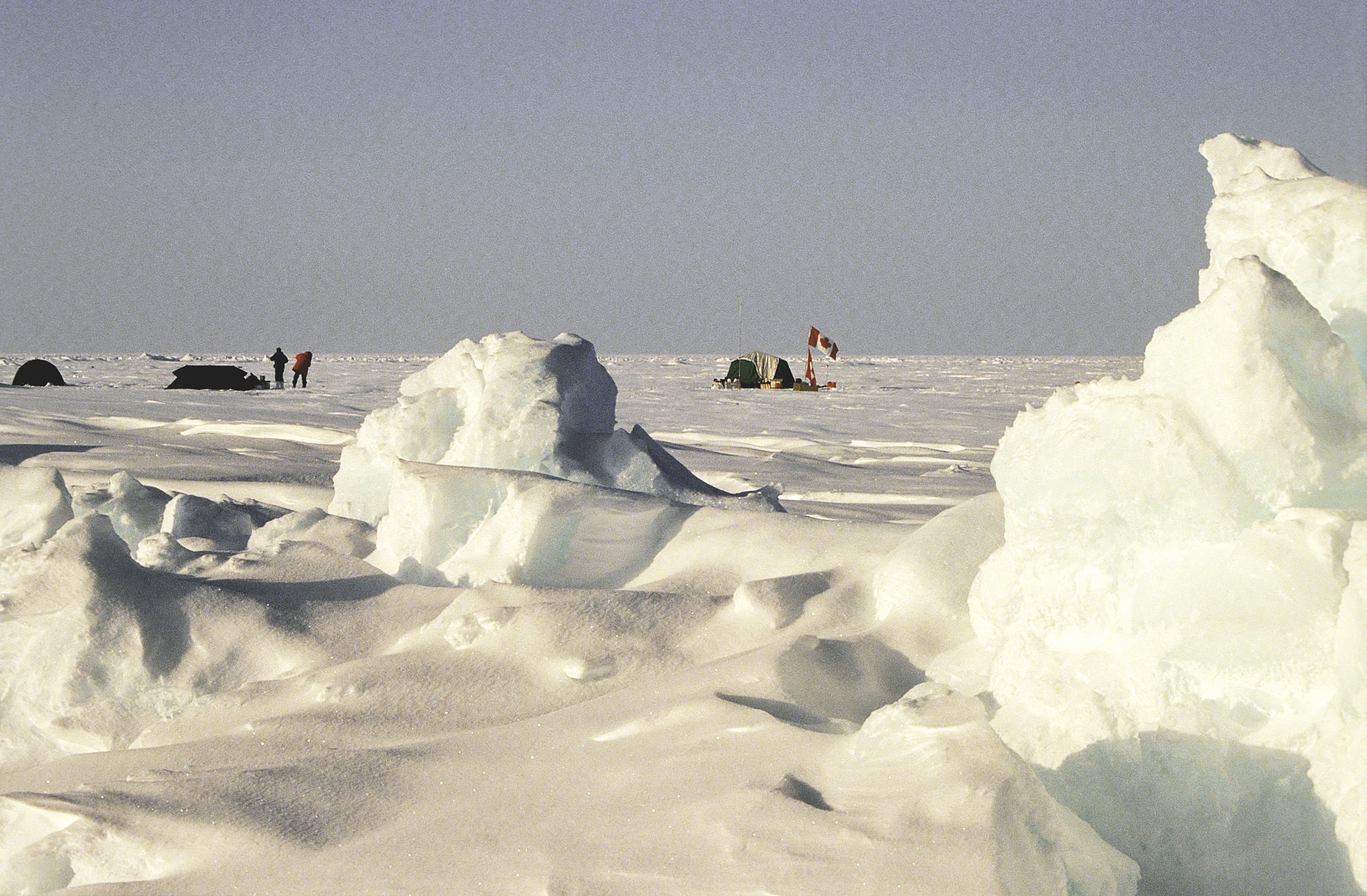
Cresta di pressione della banchisa al Polo Nord, lo spessore della banchisa misurata il 17 aprile 1990 era di 2,30 m

Il Polo Nord geografico, chiamato anche vero nord, rappresenta il punto immaginario dell'emisfero boreale in cui l'asse di rotazione terrestre incontra la superficie terrestre o per meglio dire la superficie del geoide. Un altro modo per definirlo è dire che è il punto in cui la latitudine è un angolo retto, ossia è di 90° nord. Il Polo Nord geografico è uno dei due punti della superficie terrestre in cui si incontrano i meridiani: questo significa che se ci si trova esattamente sul polo nord geografico, in qualunque direzione si decida di andare, procedendo in linea retta si andrà sempre verso il sud geografico ossia verso il Polo Sud geografico.
Fino al XIX secolo si è ritenuto che il Polo Nord geografico fosse un punto fisso, tuttavia questa convinzione è stata smentita grazie a misurazioni molto accurate basate sull'osservazione delle stelle e agli studi effettuati dall'astronomo americano Seth Carlo Chandler (1846-1913).
Chandler nel 1891 scoprì che il Polo Nord geografico, visto dall'alto, non sia immobile ma si muove, descrivendo un cerchio approssimativo, attorno a un punto chiamato "polo medio di rotazione"; questo moto fu successivamente chiamato oscillazione di Chandler in suo onore. L'oscillazione di Chandler ha un periodo di circa 435 giorni e il cerchio imperfetto che descrive intorno al polo medio di rotazione (che ha un'ampiezza media di circa 6 m), è dovuto alla forma irregolare della Terra e al non perfetto allineamento dell'asse di rotazione terrestre con l'asse di inerzia terrestre.
Questo mancato allineamento fa sì che la Terra oltre a ruotare sul proprio asse oscilli leggermente, in modo analogo al moto di una trottola leggermente sbilanciata. Sulle cause di questo mancato allineamento ci sono diverse teorie: inizialmente si riteneva che fossero da ricercare nei terremoti ma studi recenti effettuati da Richard Gross del Jet Propulsion Laboratory avrebbero dimostrato che la causa principale siano le variazioni di pressione dell'acqua marina sui fondali oceanici dovute a modifiche della percentuale di sali disciolti nell'acqua.
Sarebbe desiderabile che il sistema di coordinate terrestri (latitudine e longitudine) e l'orografia facessero riferimento a punti morfologici fissi, tuttavia a causa di fenomeni naturali come la deriva dei continenti, il vulcanesimo, l'erosione e altri fattori, non esistono sistemi in cui tutte le caratteristiche geografiche siano fisse. Per ovviare ai problemi che la mancanza di punti di riferimento fissi possono generare, l'International Earth Rotation and Reference Systems Service (IERS) e l'Unione astronomica internazionale (UAI) hanno elaborato un modello matematico chiamato Sistema internazionale di riferimento terrestre (ITRS). Il Polo Nord geografico di questo modello è un punto convenzionale che non giace sull'asse di rotazione terrestre.

### Esplorazioni
- Il 21 aprile 1908, Frederick Cook insieme ai 2 inuit Etukishook e Ahwelah si trovavano in assoluto nel punto più vicino al Polo Nord geografico. Erano riusciti nell'impresa di arrivare al “Grande Chiodo”. Rimasero in loco due giorni durante i quali Cook fece diverse misurazioni per confermare la latitudine. Prima di riprendere la via di casa mise un biglietto in un tubo di ottone e lo nascose in una fessura del ghiaccio.
- 6 aprile 1909 – seconda spedizione ad aver raggiunto il polo nord geografico. L'impresa fu diretta dallo statunitense Robert Edwin Peary; altri membri della spedizione erano il suo assistente Matthew Henson e quattro Inuit chiamati Ootah, Seegloo, Egingway, e Ooqueah. Le analisi compiute su alcune annotazioni di Peary rinvenute nel 1996 hanno portato gli storici a credere che Peary nel ritenere di aver raggiunto il polo nord geografico sia in realtà solo passato molto vicino a esso; per la precisione sarebbe arrivato a circa 20 miglia nautiche (circa 40 km) dal polo nord geografico.
- 12 maggio 1926 – primo sorvolo del polo nord geografico a bordo del dirigibile Norge, pilotato e progettato dall'italiano Umberto Nobile. Vi erano tra gli altri: l'esploratore norvegese Roald Amundsen e il finanziatore dell'impresa, lo statunitense Lincoln Ellsworth. Il volo iniziò dall'arcipelago norvegese delle Svalbard e dopo una traversata di oltre 5300 km di volo ininterrotto si concluse con un atterraggio in Alaska.
- 24 maggio 1928 – Umberto Nobile a bordo del dirigibile Italia riesce a raggiungere e a sorvolare per la seconda volta il polo nord geografico. Durante il viaggio di ritorno però l'Italia si schianta sulla banchisa polare. Nonostante questo incidente, che ebbe rilevanza mondiale, grazie al via della prima spedizione internazionale di soccorso a trovarsi a operare nella zona del polo nord, Nobile fu salvato.
- 23 aprile 1948 – Il sovietico Aleksandr Kuznecov, insieme a 23 compagni, atterrò nelle vicinanze del polo, per poi proseguire a piedi fino al polo nord geografico, diventando quindi il primo essere umano a riuscire nell'impresa[1]. Questa versione dei fatti è sostenuta principalmente dallo Scott Polar Research Institute dell'Università di Cambridge, mentre l'istituto Antarctica.org ritiene che a raggiungere per prima il polo nord geografico a piedi fu una spedizione composta da sette sovietici, a loro volta atterrati nelle vicinanze con tre Lisunov Li-2[2]. Secondo altre fonti, a raggiungere per primo il polo nord geografico il 23 aprile 1948 fu invece il sovietico Pavel Gordienko, insieme con altri tre[3] o cinque uomini[4].
- 3 maggio 1952 – il tenente colonnello dell'Aeronautica degli Stati Uniti Joseph O. Fletcher, il tenente William P. Benedict e lo scienziato Albert P. Crary, a bordo di un aereo C-47 opportunamente modificato, compirono il primo atterraggio sul polo nord geografico. I tre membri di questa impresa sono considerati da alcune fonti i primi esseri umani ad aver messo piede con relativa esattezza al polo nord geografico.
- 1955 – Louise Boyd fu la prima donna a sorvolare il punto.
- 3 agosto 1958 – il primo sottomarino a energia nucleare della Marina degli Stati Uniti USS Nautilus (SSN-571) attraversa (in immersione) per la prima volta il polo nord geografico.
- 17 marzo 1959 – il sottomarino USS Skate (SSN-578) emerge per la prima volta sul polo nord geografico diventando di fatto il primo vascello navale ad averlo raggiunto.
- 19 aprile 1968 – Ralph Plaisted riesce a raggiungere il polo con un gatto delle nevi. Si tratta della prima conquista confermata del polo avvenuta con mezzi di superficie.
- 17 agosto 1977 – la rompighiaccio nucleare sovietica NS Arktika raggiunge il polo. Si tratta del primo mezzo navale che viaggia sopra la superficie dell'acqua ad aver raggiunto il polo nord.
- 23 aprile 2007 – Barbara Hillary, un'infermiera, oratrice, viaggiatrice ed esploratrice artica statunitense, all'età di 75 anni, diventò una delle persone più anziane a mettere piede al Polo Nord e la prima donna nera.[5][6]

## Polo nord magnetico
Il polo nord magnetico è il punto della superficie terrestre dove le linee di flusso del campo geomagnetico sono perpendicolari al suolo e dirette verso il terreno. Questa definizione fu proposta nel 1600 da William Gilbert, un gentiluomo che faceva parte della corte di Elisabetta I d'Inghilterra, ed è ancora oggi in uso.
Visto che il polo nord magnetico della Terra attrae il polo magnetico nord dei magneti, dal punto di vista fisico si tratta di un polo magnetico di tipo sud. Nonostante questo fu chiamato polo nord magnetico perché in prossimità del polo nord geografico. Al tempo delle prime misurazioni, nel 1830, si trova al largo delle coste del Canada.
..Il polo nord magnetico non è in realtà un punto ben preciso ma una zona di discrete dimensioni, infatti varia (nella scala dei tempi storici) nell'ordine di gradi e decine di gradi la propria longitudine e latitudine, e può addirittura invertirsi col polo sud magnetico (nella scala dei tempi geologici) come testimoniato dalla disciplina del geomagnetismo.

### Declinazione magnetica
I poli geografici e magnetici della Terra non sono situati nello stesso luogo; questo crea delle difficoltà se si deve stabilire una direzione perché normalmente le carte geografiche fanno riferimento al polo nord geografico, mentre le bussole indicano il polo nord magnetico. A causa di queste differenza di posizione i meridiani geografici non sono paralleli ai meridiani magnetici o, detto in altri termini, i meridiani geografici non sono paralleli alle linee di forza del campo magnetico della Terra. L'angolo formato da meridiani geografici e magnetici varia a seconda del punto sulla superficie terrestre in cui ci si trova e prende il nome di declinazione magnetica. La declinazione magnetica varia non solo a seconda del luogo sulla superficie terrestre in cui viene misurata ma anche a seconda del tempo in cui la misurazione è stata fatta, perché i poli magnetici e geografici non sono punti fissi ma variano nel corso degli anni. La declinazione magnetica è un valore molto importante di cui bisogna tenere conto quando si deve stabilire una rotta con un grado di precisione abbastanza elevato e quando la distanza da percorrere è relativamente lunga.

### Posizione del polo nord magnetico
Il governo canadese ha effettuato numerose misurazioni, che mostrano come il polo nord magnetico si muova in direzione nord-ovest. La sua posizione nel 2003 era 78°18' nord, 104° ovest, vicino all'Isola di Ellef Ringnes, una delle isole Regina Elisabetta, in Canada. Durante il XX secolo si è mosso di 1100 km, e dal 1970 la sua velocità è cresciuta da 9 km all'anno a 41 km all'anno (media del 2001-2003) fino a 64 km nel 2009. Se dovesse mantenere velocità e direzione attuali, potrebbe raggiungere la Siberia entro il 2050.
Questo lento movimento è sovrapposto a un movimento giornaliero in cui il nord magnetico descrive un'ellisse, con uno spostamento massimo dalla sua posizione media di 80 km. Questo effetto è dovuto al disturbo causato dal Sole al campo geomagnetico. Inoltre una linea tirata tra i due poli magnetici non passa per il centro della terra, ma lo manca di circa 530 km.

### Inversioni dei poli magnetici
In passato però quello che oggi viene chiamato Polo Nord Magnetico è stato anche il Polo Sud Magnetico del globo. Questo fenomeno di inversione del campo magnetico terrestre, chiamato inversione geomagnetica, si è ripetuto diverse volte durante la storia della Terra, l'ultima delle quali, secondo le ricerche condotte dagli esperti di paleomagnetismo, risale a circa 780 000 anni fa, durante l'epoca geologica chiamata pleistocene. Queste periodiche inversioni si ritiene che avvengano a causa di particolari fenomeni che accadono nella parte più esterna del nucleo terrestre. Questa parte esterna composta da ferro e nichel allo stato liquido è normalmente in continuo movimento ma periodicamente, per ragioni non ancora del tutto chiarite, a volte rallenta fino a interrompersi per poi continuare nella direzione opposta. Siccome gran parte del campo magnetico terrestre è prodotto proprio dal movimento della parte esterna del nucleo all'invertirsi di questo movimento si ha anche una inversione di polarità.

### Spedizioni al polo nord magnetico
La prima spedizione ad aver raggiunto il polo nord magnetico fu diretta da James Clark Ross che lo individuò il 1º giugno 1831 a Capo Adelaide nella Boothia, penisola settentrionale del Canada. Successivamente nel 1903 Roald Amundsen lo individuò in una posizione leggermente diversa.
La terza spedizione fu promossa dal governo canadese e vi parteciparono gli scienziati Paul Serson e Jack Clark del Dominion Astrophysical Observatory che individuarono il polo nord magnetico sul lago di Allen nell'isola Principe di Galles.
Nel 2007 i giornalisti inglesi della trasmissione Top Gear Jeremy Clarkson e James May lo raggiunsero a bordo di un'autovettura.

## Polo nord geomagnetico
Il polo nord geomagnetico della terra è definito come il punto a nord dove termina l'asse della magnetosfera terrestre. Contrariamente al polo nord magnetico non si tratta di un punto reale ma di una astrazione basata su un modello matematico chiamato modello del dipolo che spiega solo in parte (circa il 90%) il reale comportamento del campo magnetico terrestre. Nel modello del dipolo il campo magnetico generato dalla Terra può essere visto come generato da un'enorme barra magnetica che passando per il centro della Terra attraversa tutto il pianeta. Rispetto all'asse di rotazione terrestre questa enorme barra immaginaria è inclinata di circa 11,5° e il punto in cui interseca la superficie terrestre prende appunto il nome di polo nord geomagnetico.
Poiché questo punto immaginario è basato su un'approssimazione della realtà il polo nord geomagnetico non coincide col polo nord magnetico che è situato attualmente a una distanza media di circa 30° di longitudine. Come il polo nord magnetico anche il polo nord geomagnetico è in realtà un polo magnetico sud.
La zona circostante il polo nord geomagnetico è molto importante per gli scienziati che si occupano dello studio dell'aurora boreale questo perché la zona che circonda il polo nord geomagnetico fino a una distanza di circa 23° è quella in cui questi fenomeni avvengono più spesso del mondo.
La prima spedizione verso il polo nord geomagnetico è stata effettuata da David Hempleman-Adams nel 1992.

## Polo nord dell'inaccessibilità
Il polo nord dell'inaccessibilità è uno dei poli dell'inaccessibilità che possono essere individuati sulla superficie della Terra. Questi poli pur potendo essere individuati con precisione su una carta geografica non hanno caratteristiche fisiche particolari ma sono rilevanti unicamente perché si trovano in corrispondenza di punti geografici che rispondono a una caratteristica predefinita.
Il polo nord dell'inaccessibilità è, per definizione, il punto del mar Glaciale Artico più distante da ogni linea costiera. È situato circa 1100 km dalla costa più vicina alle seguenti coordinate geografiche: 84°03′N 174°51′W.
Il primo sorvolo di questo particolare luogo geografico fu fatto nel 1927 da Hubert Wilkins; successivamente, nel 1958 fu raggiunto per la prima volta da una rompighiaccio sovietica.

## Il polo nord in astronomia
In astronomia l'intersezione fra l'asse di rotazione di un qualsiasi corpo celeste e la sua superficie crea due punti distinti detti poli nord e sud.
L'Unione Astronomica Internazionale definisce il polo nord di un oggetto del sistema solare come: quel polo che si affaccia verso il polo nord del piano invariante del sistema solare. Il piano invariante del sistema solare è il piano che forma un angolo di 90° rispetto al vettore del momento angolare totale del sistema solare. Siccome le orbite dei pianeti sono poco inclinate rispetto all'eclittica il piano invariante e il piano dell'eclittica sono quasi coincidenti e fa sì che il polo nord di un pianeta sia quello che si affaccia verso il polo nord del piano dell'eclittica.
Un'altra definizione di polo nord frequentemente usata in astronomia fa uso di una regola chiamata "regola della mano destra". Il polo nord secondo questa regola "è quel polo intorno a cui il corpo celeste ruota in senso antiorario".
Se si fa riferimento alla definizione proposta dallo IAU l'inclinazione assiale dell'oggetto celeste sarà sempre di 90° o inferiore e il suo periodo di rotazione sarà negativo (moto retrogrado) mentre riferendosi alla regola della mano destra l'inclinazione assiale sarà sempre uguale o superiore a 90° e il periodo di rotazione sarà sempre positivo.
Molto usati in astronomia sono anche i termini polo nord celeste e polo nord dell'eclittica. Per polo nord celeste si intende la proiezione del polo nord geografico di un pianeta sulla sfera celeste. Per poli dell'eclittica si intende invece i due punti
rispetto ai quali tutti i punti dell'eclittica sono equidistanti. Il polo nord dell'eclittica è quello nell'emisfero nord.

## Il polo nord nella cultura di massa
Molte leggende legate alla figura di Babbo Natale prevedono che la sua casa sia situata al polo nord. Qui viene aiutato dai suoi folletti e riceve le lettere dei bambini con le richieste dei regali che poi costruisce.

## Altri luoghi della Terra chiamati "polo nord"
Due città degli USA sono chiamate polo nord: North Pole nello stato dell'Alaska e North Pole nello Stato di New York.
In Italia, inoltre, risponde al nome di Polo Nord una borgata del quartiere torinese di Borgo San Paolo.